# Apollon Smyrnis F.C.
Apollon Smyrnis Football Club (græsk:  ΠΑΕ Απόλλων Σμύρνης), eller det fulde Gymnasticos Syllogos Apollon Smyrnis (græsk:  Γυμναστικός Σύλλογος Απόλλων Σμύρνης), Gymnastics Society Apollon of Smyrna, oversat til dansk: Den gymnastiske forening Apollon af Smyrnis er en græsk fodboldklub beliggende i Athen. Klubben spiller til dagligt i den græske liga Football League og er en af de ældste sportsklubber i Grækenland.